# 개버딘

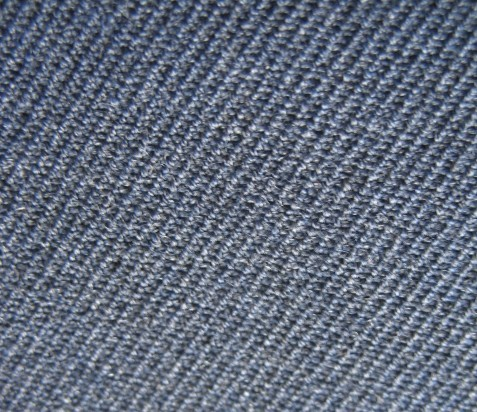

개버딘(영어: gabardine, 문화어: 캬바진)은 소모사나 무명실을 사용하여 능직으로 짠 옷감이다. 춘추복, 레인코트의 감으로 쓰인다. 면섬유나 방적인견으로 짠 것은 너비가 112cm 이상이고, 모섬유로 짠 것은 150cm 이상이다.

## 같이 보기
- 데님